# Elecciones municipales de Huaraz de 1963
Las elecciones municipales de Huaraz de 1963 se llevaron a cabo el 15 de diciembre de 1963 para elegir al alcalde y al Concejo Provincial de Huaraz para el periodo 1964-1966. La elección se celebró simultáneamente con elecciones municipales en todo el país. Por primera vez en la historia del Perú, las autoridades locales fueron elegidas por voto universal alfabeto y directo.

## Sistema electoral
La Municipalidad Provincial de Huaraz es el órgano administrativo y de gobierno de la provincia de Huaraz. Está compuesta por el alcalde y el Concejo Provincial.
La votación del alcalde y el concejo se realiza en base al sufragio universal alfabeto, que comprende a todos los ciudadanos nacionales mayores de veintiún años, empadronados y residentes en la provincia de Huaraz y en pleno goce de sus derechos políticos.
El Concejo Provincial de Huaraz está compuesto por 14 concejales elegidos por sufragio directo para un período de tres (3) años, en forma conjunta con la elección del alcalde (quien lo preside). La votación es por lista cerrada y bloqueada. Se asigna a cada lista los escaños según el método d'Hondt.

## Partidos y candidatos
A continuación se muestra una lista de los principales partidos y alianzas electorales que participaron en las elecciones:
| Candidatura | Candidatura | Partidos y alianzas | Candidatos | Candidatos                 | Ideología                                           | Ref. |
| ----------- | ----------- | --- | ---------- | -------------------------- | --------------------------------------------------- | ---- |
|             | AP–DC       | Lista - Alianza Acción Popular - Democracia Cristiana (AP–DC) – Acción Popular (AP) – Partido Demócrata Cristiano (DC)                          |            | Moisés Castillo Villanueva | Liberalismo Humanismo Democracia cristiana          |      |
|             | APRA–UNO    | Lista - Coalición Partido Aprista Peruano - Unión Nacional Odriísta (APRA–UNO) – Partido Aprista Peruano (APRA) – Unión Nacional Odriísta (UNO) |            | Sin información disponible | Aprismo Conservadurismo social Populismo de derecha |      |

## Resultados

### Sumario general
|                        |                                                                        |              |              |              |            |            |
| Partidos y coaliciones | Partidos y coaliciones                                                 | Voto popular | Voto popular | Voto popular | Concejales | Concejales |
| Partidos y coaliciones | Partidos y coaliciones                                                 | Votos        | %            | +/−          | Total      | +/−        |
|                        | Alianza Acción Popular - Democracia Cristiana (AP–DC)                  | 4,801        | 63.20        | n/a          | 9          | n/a        |
|                        | Coalición Partido Aprista Peruano - Unión Nacional Odriísta (APRA–UNO) | 2,795        | 36.80        | n/a          | 5          | n/a        |
|                        |                                                                        |              |              |              |            |            |
| Total                  | Total                                                                  | 7,596        |              |              | 14         | n/a        |
|                        |                                                                        |              |              |              |            |            |
| Votos válidos          | Votos válidos                                                          | 7,596        | 83.68        | n/a          |            |            |
| Votos en blanco        | Votos en blanco                                                        | 699          | 7.70         | n/a          |            |            |
| Votos nulos            | Votos nulos                                                            | 782          | 8.62         | n/a          |            |            |
| Votos emitidos         | Votos emitidos                                                         | 9,077        | 85.13        | n/a          |            |            |
| Abstenciones           | Abstenciones                                                           | 1,585        | 14.87        | n/a          |            |            |
| Votantes registrados   | Votantes registrados                                                   | 10,662       |              |              |            |            |
|                        |                                                                        |              |              |              |            |            |
| Fuente:                |                                                                        |              |              |              |            |            |

### Concejo Provincial de Huaraz
| Cargo                          | Autoridad electa              | Partido político | Partido político   |
| ------------------------------ | ----------------------------- | ---------------- | ------------------ |
| Alcalde Provincial de Huaraz   | Moisés Castillo Villanueva    |                  | Alianza AP-DC      |
| Concejala Provincial de Huaraz | Deolinda Esteves Gil de Villa |                  | Alianza AP-DC      |
| Concejal Provincial de Huaraz  | Mauro Cruz Irigoyen           |                  | Alianza AP-DC      |
| Concejal Provincial de Huaraz  | José Méndez Mejía             |                  | Alianza AP-DC      |
| Concejal Provincial de Huaraz  | Marco La Rosa Sánchez         |                  | Alianza AP-DC      |
| Concejal Provincial de Huaraz  | Ernesto Castro Mendoza        |                  | Alianza AP-DC      |
| Concejal Provincial de Huaraz  | Moisés Bravo Huerta           |                  | Alianza AP-DC      |
| Concejal Provincial de Huaraz  | Silbestre Figueroa Suárez     |                  | Alianza AP-DC      |
| Concejal Provincial de Huaraz  | Félix Sevillano Henostroza    |                  | Alianza AP-DC      |
| Concejal Provincial de Huaraz  | Alejandro Olivera Tovar       |                  | Alianza AP-DC      |
| Concejal Provincial de Huaraz  | Reynaldo Aguirre Infante      |                  | Coalición APRA-UNO |
| Concejal Provincial de Huaraz  | Aurelio Moreno Cáceres        |                  | Coalición APRA-UNO |
| Concejal Provincial de Huaraz  | Daniel Maldonado Córdova      |                  | Coalición APRA-UNO |
| Concejal Provincial de Huaraz  | Gerardo Bustillos Camacho     |                  | Coalición APRA-UNO |
| Concejal Provincial de Huaraz  | José Solís Carrión            |                  | Coalición APRA-UNO |

## Elecciones municipales distritales

### Resultados por distrito
La siguiente tabla enumera el control de los distritos de la provincia de Huaraz.
| Distrito    | Alcalde(sa) electo(a)        | Partido político | Partido político        |
| ----------- | ---------------------------- | ---------------- | ----------------------- |
| Cochabamba  | Máximo Carlos Mejía          |                  | Coalición APRA-UNO      |
| Colcabamba  | Toribio Ramírez Rosales      |                  | Coalición APRA-UNO      |
| Huanchay    | Lizardo Rodríguez Mota       |                  | Alianza AP-DC           |
| Jangas      | Humberto Giraldo Sánchez     |                  | Frente Cívico de Jangas |
| La Libertad | Cesareo Rosales N            |                  | Alianza AP-DC           |
| Olleros     | Estanislao Trejo de la Cruz  |                  | Alianza AP-DC           |
| Pampas      | Abundio Silva Colonia        |                  | Coalición APRA-UNO      |
| Pariacoto   | Claudio Giraldo Caballero    |                  | Alianza AP-DC           |
| Pira        | Juan López Vargas            |                  | Coalición APRA-UNO      |
| Tarica      | Teodorico Sal y Rosas Méndez |                  | Coalición APRA-UNO      |